# Gle Ujong Batee
Gle Ujong Batee är en kulle i Indonesien.   Den ligger i provinsen Aceh, i den västra delen av landet, 1 800 km nordväst om huvudstaden Jakarta. Toppen på Gle Ujong Batee är 48 meter över havet.
Terrängen runt Gle Ujong Batee är huvudsakligen kuperad, men åt sydväst är den platt. Havet är nära Gle Ujong Batee norrut. Runt Gle Ujong Batee är det tätbefolkat, med 257 invånare per kvadratkilometer. Närmaste större samhälle är Banda Aceh, 14,4 km sydväst om Gle Ujong Batee. Omgivningarna runt Gle Ujong Batee är en mosaik av jordbruksmark och naturlig växtlighet.